# Albumy numer jeden w roku 2011 (Węgry)
Rok 2011 był dwudziestym drugim, w którym funkcjonowała lista najlepiej sprzedających się albumów na Węgrzech, Top 40 album- és válogatáslemez-lista.

## Historia notowania
| Data publikacji | Album                                             | Wykonawca                         | Źródło |
| --------------- | ------------------------------------------------- | --------------------------------- | ------ |
| 3 stycznia      | Az első X – 10 dal az élő showból                 | Csaba Vastag                      | [ 1 ]  |
| 10 stycznia     | Az első X – 10 dal az élő showból                 | Nikolas Takács                    | [ 2 ]  |
| 17 stycznia     | Az első X – 10 dal az élő showból                 | Veca Janicsák                     | [ 3 ]  |
| 24 stycznia     | Dirty Dance 2                                     | Andrewboy                         | [ 4 ]  |
| 31 stycznia     | Az első X – 10 dal az élő showból                 | Veca Janicsák                     | [ 5 ]  |
| 7 lutego        | Az első X – 10 dal az élő showból                 | Veca Janicsák                     | [ 6 ]  |
| 14 lutego       | Az első X – 10 dal az élő showból                 | Veca Janicsák                     | [ 7 ]  |
| 21 lutego       | Az első X – 10 dal az élő showból                 | Veca Janicsák                     | [ 8 ]  |
| 28 lutego       | Az első X – 10 dal az élő showból                 | Veca Janicsák                     | [ 9 ]  |
| 7 marca         | Az lesz a győztes                                 | Ossian                            | [ 10 ] |
| 14 marca        | Az első X – 10 dal az élő showból                 | Veca Janicsák                     | [ 11 ] |
| 21 marca        | Bookmarks                                         | Subscribe                         | [ 12 ] |
| 28 marca        | Dirty Dance 2                                     | Andrewboy                         | [ 13 ] |
| 4 kwietnia      | Foltos úton                                       | Melinda Szíj                      | [ 14 ] |
| 11 kwietnia     | Foltos úton                                       | Melinda Szíj                      | [ 15 ] |
| 18 kwietnia     | Foltos úton                                       | Melinda Szíj                      | [ 16 ] |
| 25 kwietnia     | Foltos úton                                       | Melinda Szíj                      | [ 17 ] |
| 2 maja          | 2011 Budapesti Újévi Koncert                      | Zoltán Mága                       | [ 18 ] |
| 9 maja          | Hosszú az a nap                                   | Iván Szenes                       | [ 19 ] |
| 16 maja         | Online a világ                                    | Ocho Macho                        | [ 20 ] |
| 23 maja         | Born This Way                                     | Lady Gaga                         | [ 21 ] |
| 30 maja         | Volume 4 – Hoppá!                                 | Budapest Bár                      | [ 22 ] |
| 6 czerwca       | Én meg az ének: emléxel?                          | Róbert Bérczesi                   | [ 23 ] |
| 13 czerwca      | Volume 4 – Hoppá!                                 | Budapest Bár                      | [ 24 ] |
| 20 czerwca      | Volume 3 – Zene                                   | Budapest Bár                      | [ 25 ] |
| 27 czerwca      | Volume 4 – Hoppá!                                 | Budapest Bár                      | [ 26 ] |
| 4 lipca         | Volume 4 – Hoppá!                                 | Budapest Bár                      | [ 27 ] |
| 11 lipca        | Volume 4 – Hoppá!                                 | Budapest Bár                      | [ 28 ] |
| 18 lipca        | Volume 4 – Hoppá!                                 | Budapest Bár                      | [ 29 ] |
| 25 lipca        | Volume 4 – Hoppá!                                 | Budapest Bár                      | [ 30 ] |
| 1 sierpnia      | Volume 4 – Hoppá!                                 | Budapest Bár                      | [ 31 ] |
| 8 sierpnia      | A második X - 10 új felvétel                      | Veca Janicsák                     | [ 32 ] |
| 15 sierpnia     | A második X - 10 új felvétel                      | Veca Janicsák                     | [ 33 ] |
| 22 sierpnia     | A második X - 10 új felvétel                      | Veca Janicsák                     | [ 34 ] |
| 29 sierpnia     | I’m with You                                      | Red Hot Chili Peppers             | [ 35 ] |
| 5 września      | Vízválasztó                                       | Depresszió                        | [ 36 ] |
| 12 września     | A második X - 10 új felvétel                      | Veca Janicsák                     | [ 37 ] |
| 19 września     | A második X - 10 új felvétel                      | Veca Janicsák                     | [ 38 ] |
| 26 września     | Apa figyelj rám                                   | Judit Halász                      | [ 39 ] |
| 3 października  | Magyar népmesék                                   | Magyarország kedvenc gyermekmeséi | [ 40 ] |
| 10 października | A holnapok ravatalán                              | Moby Dick                         | [ 41 ] |
| 17 października | Arénakoncert 2011                                 | Ákos                              | [ 42 ] |
| 24 października | Arénakoncert 2011                                 | Ákos                              | [ 43 ] |
| 31 października | Arénakoncert 2011                                 | Ákos                              | [ 44 ] |
| 7 listopada     | Instant szeánsz                                   | Quimby                            | [ 45 ] |
| 14 listopada    | Christmas                                         | Michael Bublé                     | [ 46 ] |
| 21 listopada    | Az évtized lemeze                                 | Kowalsky meg a Vega               | [ 47 ] |
| 28 listopada    | Magyarország legkedveltebb karácsonyi gyerekdalai | Gyereklemez                       | [ 48 ] |
| 5 grudnia       | Christmas                                         | Michael Bublé                     | [ 49 ] |
| 12 grudnia      | Christmas                                         | Michael Bublé                     | [ 50 ] |
| 19 grudnia      | Az első X - Az élő show-k 10 legnagyobb kedvence  | Tibor Kocsis                      | [ 51 ] |
| 26 grudnia      | Az első X - Az élő show-k 10 legnagyobb kedvence  | Tibor Kocsis                      | [ 52 ] |